# Kalvarija
Kalvarija je litevské okresní město v Marijampolském kraji, 18 km na jih od krajského města Marijampolė, 158 km na východ od Vilniusu.
Historický název města byl Triobiai. Město leží v údolí řeky Šešupė, větší část na jejím levém, tedy jižním břehu. 2 km na jih je jezero Orija a nedaleko od něj na východ Raudeniškiaiský rybník; oběma protéká směrem k východu Orijos upelis, levý přítok Gasdy. Na severovýchod od města je další jezero Janavas.
Ve městě je zděný klasicistní trojlodní katolický kostel Nejsvětější Panny Marie (postaven byl roku 1840 jako jednolodní na místě původního kostela z roku 1705; roku 1902 byl rozšířen a byly postaveny dvě věže), evangelický luterský kostel (postaven kolem roku 1800), barokní synagoga (v tomtéž komplexu je ještě eklektická synagoga, talmudská škola a rabínův dům), gymnázium, střední škola pro dospělé s oblastním muzeem, muzeum vesnické kapely V. Svitojuse, veřejná knihovna, pošta, nemocnice a poliklinika.
Po západním okraji vede evropská silnice E67(/A5), v této části Evropy nazývaná „Via Baltica“.

## Externí odkazy

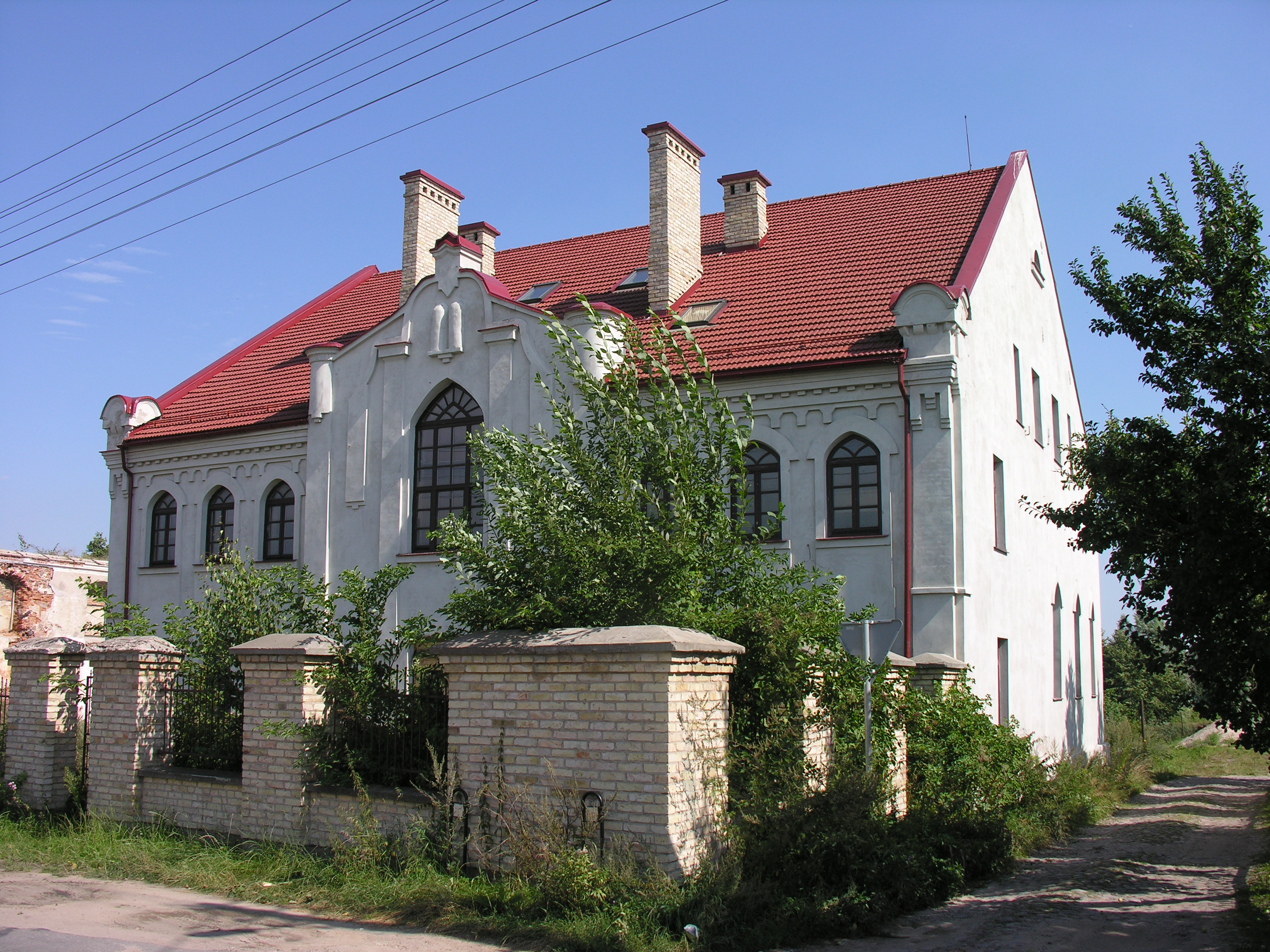
Synagoga v Kalvariji